# Џејк Џигелски
Џејк Џигелски је измишљен лик из америчке телевизијске серије „Три Хил“, којег игра амерички глумац Брајан Гринберг.
Дакле, ја сам самохрани отац којег умало нису избацили из школе, а излазим са девојком први пут откако ми се ћерка родила, зар нисам одлична прилика?— Џејк Џигелски
Џејк је играо кошарку за „Гавране“, а као самохрани отац подиже кћерку Џени. Једно време је био у љубавној вези са Пејтон. Услед компликација око старатељства над ћерком, преселио се у амерички градић Савану, код својих родитеља.